# صاریغ کوتوله کوهی
صاریغ کوتوله کوهی (نام علمی: Burramys parvus) نام یک گونه از تیره صاریغ کوتوله است.